# Isla Tanaga
La isla Tanaga (en inglés: Tanaga Island; en aleutiano: Tanax̂ax) es una isla en el oeste de las islas Andreanof, en la parte suroeste de las islas Aleutianas, Alaska. La isla tiene una extensión territorial de 204 millas cuadradas (530 km²), lo que la hace la trigésimo tercera (33) isla más grande en los Estados Unidos. Su punto más alto es el volcán o monte Tanaga que está a 5925 pies (1806 m), llamado Kusuuginax en aleutiano.
Tanaga está a unos 62 kilómetros al oeste de la isla Adak, la isla más cercana que está habitada. Hay varias cascadas en gran parte de la isla. Tanaga está deshabitada, pero varias cabañas se registran en mapas náuticos, así como algunos pueblos aleutianos en el lado este de la isla.
No hay mamíferos terrestres nativos en Tanaga.

## Historia
En 1756, la expedición del comerciante Bashmakov desembarcó en la isla, donde entonces se encontraba el asentamiento aleutiano. En 1867 fue vendida a Estados Unidos como parte del conjunto de la compra de Alaska.
Tanaga fue establecida como un campo de aterrizaje de emergencia de la marina de guerra estadounidense en julio de 1943 como un complemento a la Base Naval de Operaciones de Adak. El sitio fue abandonado en 1945. La torre de control todavía aparece en las cartas náuticas.